# Castello Caetani
La Castello Caetani  est un château féodal dont l'origine remonte à la fin du XIIIe siècle, situé à Sermoneta une commune de la Province de latina (Latium) 

## Histoire
Le premier château a été construit par la famille Annibaldi au début du XIIIe siècle. Cette forteresse militaire placée à un endroit stratégique entre Rome et Naples possède des murs qui font parfois plus de 3 m d'épaisseur et tout l'édifice est entouré d'une muraille qui s'appuie sur la roche. De cette première construction il reste le donjon et une tour dite « maschietto ». 
En 1297, la famille Annibaldi cède les territoires de Sermoneta, Bassiano et San Donato à Pietro Caetani, neveu du pape  Boniface VIII, pour la somme de 140 000 florins d'or. Les Caetani ont renforcé le château en bâtissant de nouveaux édifices, cinq murailles concentriques séparées par un système de ponts levis permettaient d'isoler le donjon en cas d'agression. 
C'est au cours de la moitié du XVIe siècle, sous Honorat III Caetani que Sermoneta atteint l'apogée de sa splendeur, en effet Onorato était un homme actif, énergique et un commandant talentueux qui a participé à bataille de Lepante.
En 1499, quand Alexandre VI (Borgia) est élu pape, il excommunie immédiatement les Caetani et leur confisque leurs biens féodaux (1500) au bénéfice de ses enfants César et Lucrèce Borgia. 
Alexandre VI renforce encore le château d'après le projet d'Antonio da Sangallo, comprenant entre autres la Citadelle  dite « Casa del Cardinale ». 
Le château accueilli,  entre autres,  Fréderic II, en 1536 Charles V ainsi que Lucrèce Borgia qui demeura à plusieurs reprises à Sermoneta sous le pontificat d'Alexandre VI Borgia, les papes Grégoire XIII (1576) et Sixte V. 
La forteresse a été attaquée à plusieurs reprises. En 1798 le château a été saccagé par les soldats de Napoléon Bonaparte qui l'ont transformé en prison et l'ont délesté de 36 canons. 
La famille Caetani rentre en possession du château à la fin du XIXe siècle avec Gelasio Caetani qui entreprend la restauration de l'édifice. Au cours de la Seconde Guerre mondiale la demeure est de nouveau habitée par Roffredo et Marguerite Caetani) et leurs colons laissant les marais pontins.
Depuis 1977 le château appartient à la Fondation Roffredo Caetani, créé par la dernière descendante des Caetani de Sermoneta Lelia Caetani, morte le 11 janvier 1977.